# 我等のバーレーン
我等のバーレーン（われらのバーレーン、アラビア語: بحريننا）はバーレーン王国の国歌である。バーレーンが1880年にイギリスの保護国となり、独立を果たした1971年に正式に国歌として制定された。国歌には主旨が同じ内容の2つの曲があり、一般的に歌われているのは、2002年にバーレーン王国初代国王であるハマド・ビン・イーサ・アール・ハリーファが制定した曲である。曲の作曲者は不明であるが、現在歌われている国歌は、Ahmed AlJumairiが編曲した物である。

## 歌詞

### アラビア語
بحريننا
مليكنا
رمز الوئام
دستورها عالي المكانة والمقام
ميثاقها نهج الشريعة والعروبة والقيم
عاشت مملكة البحرين
بلد الكرام
مهد السلام
دستورها عالي المكانة والمقام
ميثاقها نهج الشريعة والعروبة والقيم
عاشت مملكة البحرين

### ローマ字化
Baḥraynunā
Malīkunā
Ramzu l-wiʾām
Dustūruhā ʿālī l-makānati wa-l-maqām
Mīṯāquhā nahju š-šarīʿati wa-l-ʿurūbati wa-l-qiyam
ʿĀšat mamlakatu l-Baḥrayn

Baladu l-kirām
Mahdu s-salām
Dustūruhā ʿālī l-makānati wa-l-maqām
Mīṯāquhā nahju š-šarīʿati wa-l-ʿurūbati wa-l-qiyam
ʿĀšat mamlakatu l-Baḥrayn

### 和訳
我等のバーレーン

我等の国王

調和の象徴

その憲法は高い位置と立場にある

その宣言はシャリア法、アラブ主義とその価値にあり

長く在れバーレーン王国よ

崇高な国

平和の生まれし地

その憲法は高い位置と立場にある

その宣言はシャリア法、アラブ主義とその価値にあり

長く在れバーレーン王国よ